# Aram Boghossian
Aram Boghossian (Rio de Janeiro, 19 novembre 1929) è un ex nuotatore brasiliano.

## Biografia
Ha partecipato ai Giochi di Londra 1948 e di Helsinki 1952, gareggiando nei 100m sl e nella Staffetta 4x200m sl.
Le maggiori soddisfazioni sono arrivate nei Giochi panamericani, dove è riuscito a salire sul podio.